# Shona Morgan
Shona Morgan (Mount Waverley, 1 de setembro de 1990) é uma ginasta australiana que compete em provas de ginástica artística.
Morgan fez parte da equipe australiana que disputou os Jogos Olímpicos de 2008 em Pequim.
Shona começou a praticar ginástica aos sete anos de idade. Em 2008, aos dezoito, conquistou a medalha de prata no concurso geral do Campeonato Nacional Australiano. No mesmo ano, em sua maior competição até então, os Jogos Olímpicos de Pequim, ajudou a seleção australiana a conquistar a sexta colocação por equipes. Classificada para a final individual, terminou na 15ª colocação. Em 2009, no Victorian State Championships, venceu o individual geral. No Nacional, foi a medalhista de prata, superada pela companheira de seleção, Lauren Mitchell.